# Смерть Белоснежки
«Смерть Белоснежки» (англ. The Death of Snow White) — американский фильм ужасов в жанре тёмного фэнтези режиссёра, сценариста и продюсера Джейсона Брукса. Фильм представляет собой переосмысление «Белоснежки» в жанре ужасов, в главных ролях Санаэ Лутсис и Челси Эдмундсон.
Премьера фильма состоялась 21 марта 2025 года в Лос-Анджелесе, в США премьера состоялась 2 мая.

## Сюжет
Когда на неё охотится её злая мачеха, Белоснежка объединяет усилия с семью гномами-убийцами, чтобы пережить ужасы тёмного леса.

## В ролях
- Санаэ Лутсис — Белоснежка
- Челси Эдмундсон — Злая королева

## Производство

### Предпроизводство
В январе 2024 года было объявлено, что фильм находится в предпроизводстве.

### Съёмки
Съёмки проходили с июня по август 2024 года в Вудинвилле, штат Вашингтон, и в августе в Айдахо.

## Премьера
Мировая премьера фильма состоялась 21 марта 2025 года в Лос-Анджелесе, в США — 2 мая. Первоначально премьера в США была запланирована на март 2025 года и 18 апреля.

## Внешние ссылки
- «Смерть Белоснежки» (англ.) на сайте Internet Movie Database
- Официальный сайт